# Galeodes turki
Galeodes turki är en spindeldjursart som beskrevs av Harvey 2002. Galeodes turki ingår i släktet Galeodes och familjen Galeodidae. Inga underarter finns listade i Catalogue of Life.